# Rocher de Vana-Jüri
Le rocher de Vana-Jüri, en estonien Vana-Jüri Kivi, est un bloc erratique situé dans commune de Vihula en Estonie.  

## Dimensions
- circonférence:  21,8 m
- largeur:  7,2 m
- profondeur: 7,5 m
- hauteur: 6,2 m
- volume: 117 m3.